# Corina Ungureanu
Corina Georgiana Ungureanu (Ploiești, 29 agosto 1980) è un'ex ginnasta romena.
Ha vinto una medaglia d'oro per gli esercizi a corpo libero agli Europei di San Pietroburgo del 1998.
Con la Romania ha vinto la medaglia d'oro nella competizione a squadre ai Mondiali del 1997 e del 1999 e agli Europei del 1998.
Si è ritirata nel 1999 in seguito ad un infortunio alla colonna vertebrale.
Ha posato nuda per il numero del gennaio 2000 dell'edizione romena di Playboy e ha poi concesso il bis nel marzo del 2008. Nel 2002, insieme a due altre ginnaste romene, Lavinia Miloșovici e Claudia Presăcan, è stata protagonista di due dvd prodotti in Giappone (Gold Bird e Euro Angels) nel quale le tre ginnaste eseguivano esercizi della loro disciplina in topless, comparendo anche completamente nude in alcune sequenze nelle quali eseguivano dei balletti (da questi dvd giapponesi è stata tratta una versione pubblicata in Germania con il titolo 3 Gold Girls). In Giappone sono usciti anche due libri con foto di nudo di Ungureanu, Corina Ungureanu Photograph Collection e LCC Gold.